# Atypophthalmus bicorniger
Atypophthalmus bicorniger là một loài ruồi trong họ Limoniidae. Chúng phân bố ở miền Cổ bắc.